# Hechos 26

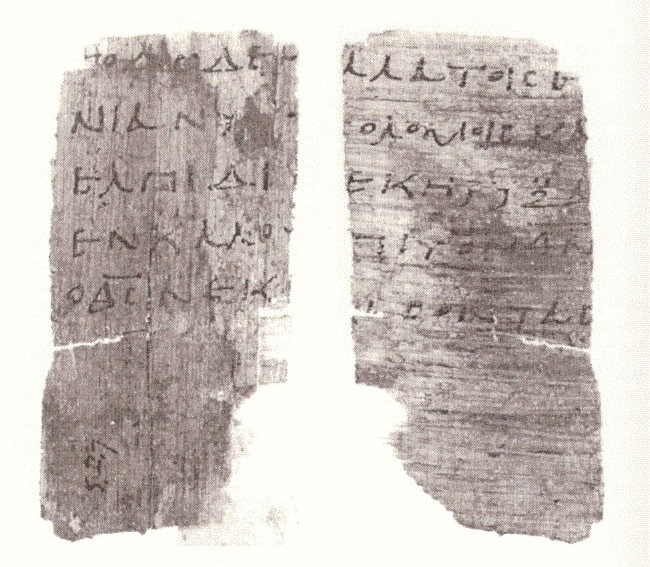
Hechos 26:7-8, 20 en griego en el Papiro 29, escrito en el siglo III.

Hechos 26 es el capítulo vigésimo sexto de los Hechos de los Apóstoles del Nuevo Testamento de la Biblia cristiana. Registra el período de encarcelamiento de Pablo en Caesarea. El autor del libro que contiene este capítulo es anónimo, pero Holman afirma que «la tradición cristiana uniforme afirma que Lucas escribió tanto» este libro como el Evangelio de Lucas, tal y como apoya Guthrie basándose en pruebas externas.

## Texto
El texto original fue escrito en griego koiné. Este capítulo está dividido en 32 Versículos.

### Testigos textuales
Algunos de los primeros manuscritos que contienen el texto de este capítulo son:
- Papiro 29 (siglo III; existen los versículos 7-8, 20).[3]
- Codex Vaticanus (325-350).[4]
- Codex Sinaiticus (330-360)[4]
- Codex Bezae (c. 400).[5]
- Codex Alexandrinus (400-440)[4]
- Codex Ephraemi Rescriptus (~450; Versículos 1-18 existentes)[4]
- Codex Laudianus (~550; Versículos existentes 1-28)[5]

## Localización
Los acontecimientos de este capítulo tuvieron lugar en Caesarea.

## Tema
.

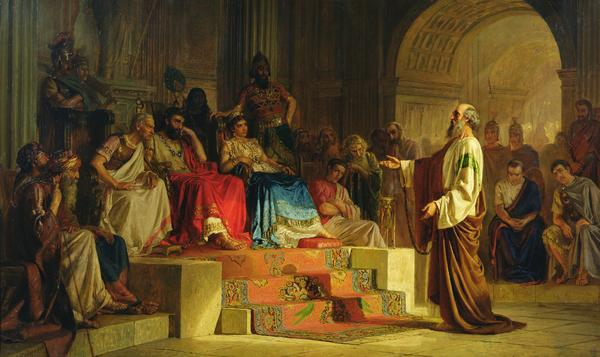
El apóstol Pablo a prueba por Nikolai Bodarevsky, 1875. Agripa y Berenice están sentados en sendos tronos

Pablo aceptó la invitación para hablar: «Agripa dijo a Pablo: «Se te permite hablar por ti mismo» (Hechos 26:1) con un relato de su primeros años, su conversión y su fe. Lucas presenta dos respuestas contrastadas:
- El gobernador Festo le dijo: «¡Estás fuera de ti! Tanto aprendizaje te está volviendo loco!» (Hechos 26:24)
- Rey Agripa dijo: «Casi me persuades para que me haga cristiano». (Hechos 26:28)

## Discurso de Pablo ante Agripa II y Berenice (versículos 1-23)
Alexander divide el discurso de Pablo en dos partes: los versículos 1-11 son un relato de su «vida anterior», y los versículos 12-23 abarcan la visión celestial que experimentó, que ya ha sido registrada en Hechos 9:1-18 y Hechos 22:6-16.
Siguiendo la costumbre del siglo I, el discurso de Pablo comienza con «una “captatio benevolentiae” estándar» felicitando a Agripa por su capacidad experta para juzgar el caso (versículos 2-3), seguida de una repetición de la historia de su propia vida, centrada en el judaísmo (cf. Gálatas 1:13-14). Gálatas 1:13-14), con énfasis en Jerusalén, en sus antecedentes fariseos (versículos 4-5; cf. Hechos 23:6, Filipenses 3:5-6), su persecución de los cristianos (versículos 9-11; cf. Gálatas 1:13; Filipenses 3:6; 1 Corintios 15:9) y su conversión para ser seguidor de Cristo. La historia de la conversión de Pablo se repite: Alexander sugiere que la redundancia funcional del pasaje es un indicador de su importancia retóricaal, con ligeras variaciones y la significativa adición de 'en lengua hebrea' (versículo 14) que muestra que esta vez se dirige a un público de habla griega (mientras que antes era en 'hebreo', o arameo; Hch 21:40). Una ampliación de lo que aquí dice la voz celestial incluye un proverbial dicho: «Duele dar coces contra los aguijones», que no se encuentra ni en Hechos 9:4 ni en 22:7, pero que es paralelo a los escritos griegos (cf. esp. Eurípides. “Las bacantes”, 794-5).

### Comentarios
En su discurso ante Agripa, Pablo vuelve a contar cómo fue llamado a su misión. La descripción de esta vocación es similar a la de los antiguos profetas de Israel, donde Dios manifiesta su plan de forma poderosa, transformando por completo la vida del elegido. Sin embargo, Pablo destaca como «testigo» (v. 16), un rol que comparte con los Apóstoles. En la segunda parte de su discurso, Pablo explica que su conversión no fue impulsiva, sino basada en una convicción profunda y razonada. Su cambio de vida refleja obediencia a la voz divina. La experiencia de Pablo es un ejemplo de lo que ocurre en la vida de las personas, quienes en diferentes momentos son llamadas por Dios a dejar atrás el pecado o la indiferencia. Es fundamental estar atentos a esa llamada y responder con fidelidad.

Conviene que dejemos que el Señor se meta en nuestras vidas, y que entre confiadamente, sin encontrar obstáculos ni recovecos. Los hombres tendemos a defendernos, a apegarnos a nuestro egoísmo. Siempre intentamos ser reyes, aunque sea del reino de nuestra miseria. Entended, con esta consideración, por qué tenemos necesidad de acudir a Jesús: para que Él nos haga verdaderamente libres y de esa forma podamos servir a Dios y a todos los hombres.

Del relato sobresale también la solicitud y el celo con que Pablo ha querido corresponder a la gracia que se le otorgó. La forma de obrar del Apóstol queda como un gran ejemplo para todo cristiano:

La gracia del Espíritu Santo —escribe Gregorio de Nisa— se concede a cada hombre con la idea de que debe aumentar e incrementar lo que recibe» 

que es muy similar al pensamiento mostrado por Teresa de Ávila cuando escribe que 

...es menester sacar fuerzas de nuevo para servir, y procurar no ser ingratos, porque con esa condición las da el Señor; que si no usamos bien del tesoro y del gran estado en que nos pone, nos lo tornará a tomar y quedarnos hemos muy más pobres, y dará Su Majestad las joyas a quien luzca y aproveche con ellas a sí y a los otros.

## El desafío de Pablo a Agripa (versículos 24-32)
El discurso se cierra con un 'animado diálogo' que contrasta entre la «locura» (versículo 24) y la «sobria verdad» (versículo 25), convirtiéndose en un desafío directo a Agripa, versículos 26-29). El final del discurso muestra claramente el verdadero objeto de la retórica persuasiva de Pablo: «no la exoneración, sino la conversión», por lo que «todos los que están escuchando» a Pablo (versículo 29) son invitados a «hacerse cristianos» (versículo 28), pero sin embargo resulta en el refuerzo de su inocencia, ya que tanto Festo como Agripa estaban convencidos de que Pablo no ha cometido ningún crimen (versículos 31-22).

### Versículo 24
En ese momento Festo interrumpió la defensa de Pablo. «¡Estás loco, Pablo!», gritó. «Tu gran erudición te está volviendo loco”'
La frase τὰ πολλά σε γράμματα se traduce aquí como «gran aprendizaje» en lugar de la posiblemente más literal «muchos libros». Heinrich Meyer sostiene que si esta última hubiera sido la intención, probablemente se habría utilizado la palabra βιβλία o βίβλοι.

### Versículo 28
Versión Reina Valera:
Entonces Agripa dijo a Pablo: Casi me persuades a ser cristiano.
Nueva Versión Internacional:
Entonces Agripa dijo a Pablo: «¿Crees que en tan poco tiempo puedes persuadirme para que sea cristiano?»
Aunque la primera traducción es la más literal, es posible que el rey, un hombre rico y secular, esté hablando irónicamente.
El fundador del metodismo John Wesley predicó un sermón titulado «El casi cristiano», basado en este Versículo, en St. Mary's, Oxford, el 25 de julio de 1741. Es el sermón 2 de su recopilación estándar de sermones.El compañero de Wesley George Whitefield también predicó un sermón con el mismo título refiriéndose al mismo Versículo.
A «cristianos» (en griego: Χριστιανόν, Christianon, nominativo: Christianos): es la tercera mención del término en el Nuevo Testamento. El primer uso fue en Antioquía (Hechos 11:26), donde el escritor de los Hechos hace referencia a la novedad del término, y el término también es utilizado por Pedro en 1 Pedro 4:16: Si alguien sufre como cristiano.... Se considera que los tres usos reflejan un elemento burlón referido a los seguidores de Cristo que no reconocían al emperador de Roma.

### Comentario a los versículos 24-32
Festo, desconcertado y atónito, juzga que las palabras de Pablo son unos desvaríos. Parece tener alguna simpatía hacia el Apóstol pero no le comprende. Es la sabiduría divina que tantas veces parece locura a los ojos humanos.

Consideraba locura que un hombre encadenado no hablara de las calumnias que le hostigan desde fuera sino de las convicciones que le iluminan por dentro.

El esfuerzo y ahínco apostólico de Pablo que se observa en este relato no ha encendido el celo de quienes lo leen: 

Admirad (…) el comportamiento de San Pablo. Prisionero por divulgar el enseñamiento de Cristo, no desaprovecha ninguna ocasión para difundir el Evangelio (…). El Apóstol no calla, no oculta su fe, ni su propaganda apostólica que había motivado el odio de sus perseguidores: sigue anunciando la salvación a todas las gentes. (…) ¿De dónde sacaba San Pablo esta fuerza? Omnia possum in eo qui me confortat! (Flp 4,13), todo lo puedo, porque sólo Dios me da esta fe, esta esperanza, esta caridad.

Finalmente, se declara otra vez la inocencia de Pablo por jueces imparciales. Sin embargo, si lo declaran inocente y lo liberan, a pesar de haber apelado al César, hubiera parecido una ofensa para los judíos y para el emperador.